# 辜延泰
辜延泰（？—17世紀），四川成都府仁壽縣人，明朝、南明政治人物。

## 生平
辜延泰是崇禎六年（1633年）癸酉科舉人，授雲南保昌縣知縣，永曆年間以廣西道監察御史巡按桂林、柳州。桂林危急，他和侍郎總督朱盛濃、布政使朱盛𤂂、副使楊垂雲、知府王惠卿逃遁；事情平定後他回歸，用思恩府錢糧巴結陳邦傅，瞿式耜據此彈劾他非法，因此削籍。永曆四年（1650年）七月，辜延泰以百兩黃金賄賂王化澄，得起用為僉都御史巡撫川北，陞太僕少卿，跟隨永曆帝到滇京，冷孟銋死後以僉都御史巡撫貴州。永曆十二年（1658年）滇京告急，再陞為太僕卿的他請求永曆帝臨幸四川，開荒屯練以求恢復，未得理會。南明滅亡，他在下馬關死去。

## 引用
1. 1 2  錢海岳《南明史·卷六十三·列傳第三十九》：辜延泰，仁壽人。崇禎六年舉於鄉。授保昌知縣。永曆時，以廣西道御史巡按桂柳。桂林急，與侍郎總督宗室盛濃、布政使宗室盛𤂂、副使楊垂雲、知府王惠卿遁去。事少定歸。逢迎陳邦傅，請以思恩府錢糧悉畀之。瞿式耜疏劾其非法，削籍。
2. ↑  錢海岳《南明史·卷六十三·列傳第三十九四》：四年七月，以黃金百兩賄王化澄，起僉都御史巡撫川北，擢太僕少卿。扈從滇京。冷孟銋死，以僉都御史巡撫貴州。滇京危，請幸四川，開荒屯練，以圖恢復，不報。國亡，死於下馬關。
3. ↑  趙徹永《續明史·卷三十七》：（永曆）（戊戌十二年）十二月，……蜀王劉文秀部將陳建等舉文秀遺表，請幸蜀；太僕寺正卿辜延泰亦請車駕即日幸蜀開荒屯練，以圖便利。